# Cetim

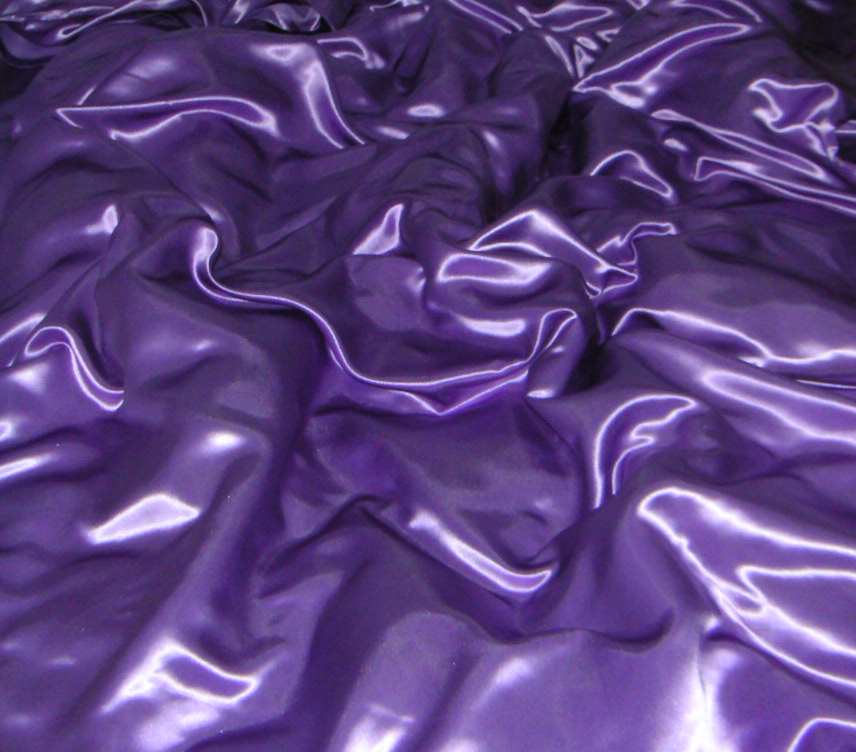
Cetim roxo

O cetim ou setim é um tecido formado de seda e lã. Foi assim denominado em homenagem a Zaitum (ou Tsenthung), China, de onde se origina. Era a princípio um tecido brilhante de seda em trama bem fechada.
É nome também de ligamento de tecidos de cala que pela distribuição de seus pontos tomados o torna brilhante tendo avesso e direito diferentes. Sendo que para proveito da característica mais marcante o mais brilhante é o direito. Obedece via de regra (raso turco e raso do Reino) ao deslocamento constante numa matriz quadrada previamente calculada.
No século XX o raiom e outras fibras sintéticas tomaram o lugar da seda.
Tecido luxuoso, o cetim é mais usado para roupas de noite e é altamente recomendado pelos alfaiates por sua classe e caimento.